# Серьогово (Нолінський район)
Серьогово (рос. Серёгово) — село в Нолінському районі Кіровської області (Росія).

## Короткі відомості
1891 року в селі проживало 339 жителів, 1926-го — 332, 2002-го — 128, 2010-го — 61 житель.